# حسینیه سفلی ندوشن
حسینیه سفلی ندوشن مربوط به دوره قاجار است و در صدوق، روستای ندوشن واقع شده و این اثر در تاریخ ۲۰ آبان ۱۳۷۷ با شمارهٔ ثبت ۲۱۴۹ به‌عنوان یکی از آثار ملی ایران به ثبت رسیده است.